# Dale Solomon
Dale Solomon (Annapolis, 26 agosto 1958) è un ex cestista statunitense.

## Carriera
È stato selezionato dai Philadelphia 76ers al terzo giro del Draft NBA 1982 (68ª scelta assoluta).
In Serie A ha vestito le maglie di Treviso, Reggio Emilia, Fabriano, Desio e Trapani.

## Palmarès
- Promozione in Serie A1: 1
Pall. Treviso: 1984-85.